# Laura Valette
Pour les articles homonymes, voir Valette.
Laura Valette, née le 16 février 1997 à Saint-Herblain, près de Nantes, est une athlète française, spécialiste du 100 mètres haies.

## Biographie
Née le 16 février 1997 à Saint Herblain, Laura Valette commence l'athlétisme dès son plus jeune âge au sein du club ASPTT Nantes. 
Elle se spécialise sur les haies en 2012, année ou elle établit le record de France minime du 80 mètres haies en 11 secondes 19 centièmes. 
Elle intègre le Centre Educatif Nantais pour Sportifs afin de concilier son cursus scolaire et sa carrière sportive. Cette école lui permet d'obtenir en 2016 son Baccalauréat ES. 
Elle inaugure à la suite de son record de France minimes une longue période durant laquelle elle s'octroiera l'or sur chacun des championnats de France en salle de sa catégorie d'âge (2013 - 2018). 
Les saisons estivales sont le plus souvent consacrés aux échéances internationales, avec tout d'abord sa première sélection en équipe de France jeunes lors du Festival Olympique de la Jeunesse (Utrecht, 2013) où elle s'empare du titre (en 13 s 70) devant Elvira Hermann et Chloé Beaucarne. Sa 2ème sélection en équipe de France concerne le Meeting International de Sélection pour les Jeux Olympiques de la Jeunesse, qui se déroule à Bakou où elle prend la 4eme place qui lui permet d'être qualifiée. 

Sélectionnée pour les Jeux olympiques de la jeunesse d'été de 2014, à Nankin en Chine, elle s'adjuge la médaille d'or en remportant sa finale en 13 s 34, (record personnel égalé), devant la Biélorusse Elvira Herman (13 s 38) et la Belge Chloé Beaucarne (13 s 61).
L'été suivant (2015),  elle s'adjuge la 3eme place lors des Championnats d'Europe Juniors à Eskilstuna.
Les étés suivants (2016 et 2017), elle représente a nouveau la France lors d'échéances internationales (championnats du monde Juniors puis championnats d'Europe Espoirs à Bygdoszcz) en atteignant la finale.
En 2018 elle s'offre la première place aux Championnats Méditerranée des moins de 23 ans. La même année, après avoir déjà été sélectionnée en équipe de France A pour des championnats par équipe (Décanation et Championnat d'Europe par équipe), elle est sélectionnée à titre individuel pour les Championnats d'Europe à Berlin (où elle atteint les demi-finales).
Le 12 juillet 2019, elle décroche la médaille de bronze des championnats d'Europe espoirs de Gävle en 12 s 97, derrière Elvira Herman (12 s 70) et Klaudia Siciarz (12 s 82). Le 28, elle remporte le titre national à Saint-Étienne et bat son record personnel en 12 s 87 (+ 1,8 m/s), temps qui lui permet de se qualifier pour les championnats du monde de Doha 2019.

## Palmarès

### International
| Date | Compétition                                  | Lieu       | Résultat | Épreuve            | Temps   |
| ---- | -------------------------------------------- | ---------- | -------- | ------------------ | ------- |
| 2013 | Festival Olympique de la Jeunesse Européenne | Utrecht    | 1re      | 100 m haies basses | 13 s 70 |
| 2014 | Jeux olympiques de la jeunesse               | Nankin     | 1re      | 100 m haies basses | 13 s 34 |
| 2015 | Championnats d'Europe juniors                | Eskilstuna | 3e       | 100 m haies        | 13 s 21 |
| 2015 | DécaNation                                   | Paris      | 7e       | 100 m haies        | 14 s 36 |
| 2016 | Championnats du monde juniors                | Bydgoszcz  | 8e       | 100 m haies        | 13 s 42 |
| 2017 | Championnats d'Europe par équipes            | Lille      | 5e       | 100 m haies        | 13 s 24 |
| 2017 | Championnats d'Europe espoirs                | Bydgoszcz  | 8e       | 100 m haies        | 13 s 85 |
| 2018 | Championnats Méditerranéens moins de 23 ans  | Jesolo     | 1re      | 100 m haies        | 13 s 11 |
| 2018 | Jeux méditerranéens                          | Tarragone  | 8e       | 100 m haies        | 13 s 94 |
| 2019 | Championnats d'Europe espoirs                | Gävle      | 3e       | 100 m haies        | 12 s 97 |
| 2019 | Championnats du monde                        | Doha       | séries   | 100 m haies        | 13 s 47 |

### National
| Date | Compétition                              | Lieu          | Résultat | Épreuve            | Temps         |
| ---- | ---------------------------------------- | ------------- | -------- | ------------------ | ------------- |
| 2013 | Championnats de France Cadets en salle   | Lyon          | 1re      | 60 m haies basses  | 8 s 57        |
| 2013 | Championnats de France Cadets en salle   | Lyon          | 1re      | relais 4 x 200 m   | 1 min 44 s 42 |
| 2014 | Championnats de France Cadets en salle   | Val de Reuil  | 1re      | 60 m haies basses  | 8 s 30 (NR)   |
| 2014 | Championnats de France Cadets en salle   | Val de Reuil  | 1re      | relais 4 x 200 m   | 1 min 44 s 79 |
| 2014 | Championnats de France Cadets (outdoor)  | Valence       | 1re      | 100 m haies basses | 13 s 38       |
| 2015 | Championnats de France Juniors en salle  | Nantes        | 1re      | 60 m haies         | 8 s 39        |
| 2016 | Championnats de France Juniors en salle  | Nantes        | 1re      | 60 m haies         | 8 s 28        |
| 2016 | Championnats de France Juniors (outdoor) | Chateauroux   | 1re      | 100 m haies        | 13 s 31       |
| 2017 | Championnats de France Elite en salle    | Bordeaux      | 2e       | 60 m haies         | 8 s 15        |
| 2017 | Championnats de France Espoirs en salle  | Lyon          | 1re      | 60 m haies         | 8 s 16        |
| 2018 | Championnats de France Elite en salle    | Liévin        | 1re      | 60 m haies         | 8 s 14        |
| 2018 | Championnats de France Espoirs en salle  | Aubière       | 1 re     | 60 m haies         | 8 s 21        |
| 2018 | Championnats de France Elite (outdoor)   | Albi          | 2e       | 100 m haies        | 13 s 10       |
| 2019 | Championnats de France Espoirs (outdoor) | Chateauroux   | 1re      | 100 m haies        | 12 s 94       |
| 2019 | Championnats de France Elite (outdoor)   | Saint-Étienne | 1re      | 100 m haies        | 12 s 87       |

## Records
| Épreuve     | Épreuve   | Temps               | Lieu          | Date            |
| ----------- | --------- | ------------------- | ------------- | --------------- |
| 60 m        | En salle  | 7 s 67              | Nantes        | 28 janvier 2017 |
| 100 m       | Plein air | 12 s 16 (+ 1,7 m/s) | Carquefou     | 19 juin 2015    |
| 60 m haies  | En salle  | 8 s 13              | Nantes        | 21 janvier 2017 |
| 100 m haies | Plein air | 12 s 87 (+ 1,8 m/s) | Saint-Étienne | 28 juillet 2019 |